# Main Street to Broadway
Pour plus de détails, voir Fiche technique et Distribution.
Main Street to Broadway est un film américain réalisé par Tay Garnett et sorti en 1953, produit par le producteur indépendant Lester Cowan, en collaboration avec The Council of the Living Theatre.

## Synopsis
Un metteur en scène rencontre une jeune fille qui va lui servir de muse.

## Fiche technique
- Réalisation : Tay Garnett
- Scénario : Samson Raphaelson d'après une histoire de Robert E. Sherwood
- Photographie : James Wong Howe
- Musique : Ann Ronell[1]
- Genre : Film musical, romance
- Montage : Gene Fowler, Jr.
- Distributeur : Metro-Goldwyn-Mayer
- Durée : 103 minutes
- Date de sortie : 13 octobre 1953

## Distribution
- Tommy Morton : Tony Monaco
- Mary Murphy : Mary Craig
- Agnes Moorehead : Mildred Waterbury
- Herb Shriner : Frank Johnson
- Rosemary DeCamp : Mevrouw Craig
- Clinton Sundberg : Harry Craig
- Tallulah Bankhead
- Ethel Barrymore
- Lionel Barrymore
- Gertrude Berg : Buurvrouw van Tony
- Shirley Booth
- Louis Calhern
- Leo Durocher
- Faye Emerson
- Oscar Hammerstein II